# Ye Jacobites By Name

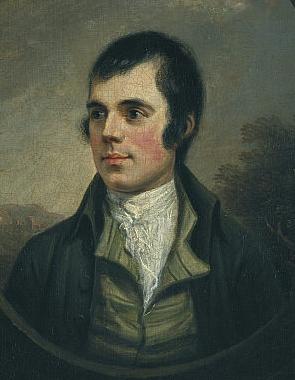
Robert Burns (Ausschnitt aus einem Ölgemälde von Alexander Nasmyth, 1787)

Ye Jacobites By Name ist ein traditionelles schottisches Volkslied. Die ursprüngliche Version geht zurück auf die Jakobiterkriege in der ersten Hälfte des 18. Jahrhunderts. Breiter popularisiert wurde es in der Textversion von Robert Burns aus dem Jahr 1791. Als Folksong-Traditional sowie Scottish Rebel Song ist das Stück fester Bestandteil des angelsächsisch-irischen Folksong-Repertoires. Aufgegriffen von Folk-, Punk- und Pop-Formationen, geht die Anzahl eingespielter Versionen in die Hunderte.

## Geschichte

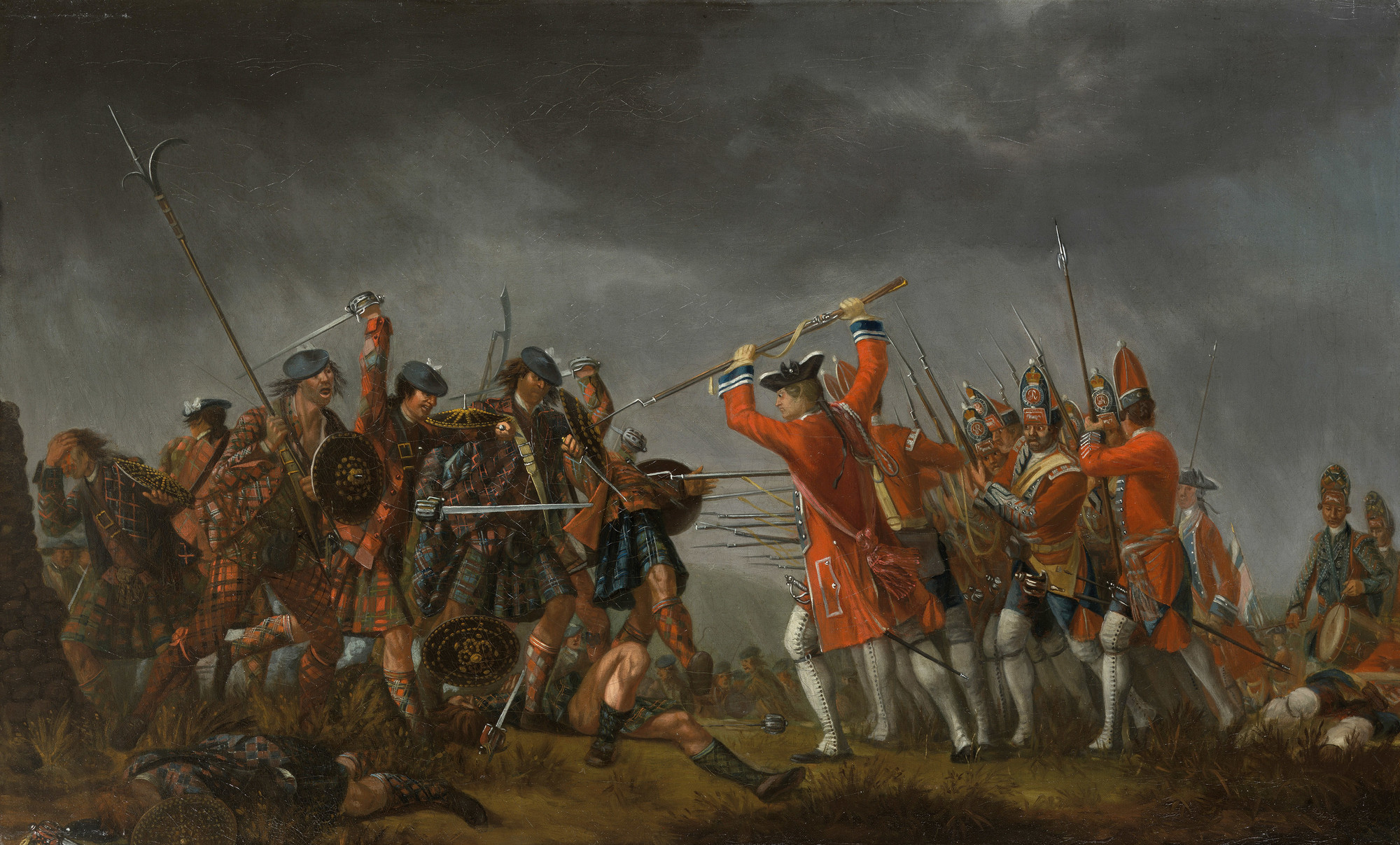
Gegenstand des Lieds: die Jakobitenkriege. – Abbildung: zeitgenössisches Gemälde der kriegsentscheidenden Schlacht von Culloden (1746)

Die ursprüngliche Liedfassung geht zurück auf die Zeit der Jakobitenaufstände in den ersten Jahrzehnten des 18. Jahrhunderts. Als Schmählied gegen die Jakobiten (die Anhänger des katholischen Königs Jakob und seiner Nachkommen unter den Clans und Großgrundbesitzern der schottischen Highlands) nahm es die Sichtweise des protestantischen Bürgertums in den Städten der Lowlands ein, das von dem aufkommenden Kapitalismus profitierte und ein Verfechter des Fortschritts war. Einzelne, beispielhafte Etappen der Aufstände aufführend, werden die Jakobiten als marodierende Horden klassifiziert, deren Kriegszüge zu großem Hunger und Sterben geführt hätten.
Im Unterschied zu der ursprünglichen Version nimmt die von dem schottischen Dichter Robert Burns adaptierte und mit einem veränderten Text versehene Fassung aus dem Jahr 1791 einen abgeklärteren, die Sichtweise beider Parteien berücksichtigenden Standpunkt ein. Entstanden ist sie vermutlich als Überarbeitung für das Scots Musical Museum. Die Burns’sche Neufassung lässt sich einerseits als Aufruf zum Kampf gegen die englische Fremdherrschaft verstehen. Andererseits ist sie als Ermahnung interpretierbar, eine positive, republikanische Haltung einzunehmen, anstatt einer reaktionären Vergangenheit sentimental hinterherzuhängen. Burns’ Absichten beim Verfassen des neuen Textes sind bis heute Gegenstand unterschiedlicher Deutungen. Einige Chronisten vermuten, dass Burns’ Herkunft mit eine Rolle gespielt hat; sein Großvater sei als Mitglied der Rebellenarmee in die Kämpfe mit involviert gewesen. Andere heben Burns’ royalistische Grundhaltung hervor und seine politische Nähe zu den Whigs. Aufgrund der Gegenüberstellung der Realität des Krieges mit der (vom Hörer zu beantwortenden) Gewissensfrage, ob dies alles ihn letztendlich wert sei (zweite Strophe: „Was ist richtig, was ist falsch, durch das Gesetz, durch das Gesetz?“), enthält die Burns-Version eine über den ursprünglichen Anlass hinausgehende, den Krieg insgesamt anklagende, humanistische Aussage.

## Adaptionen und Coverversionen

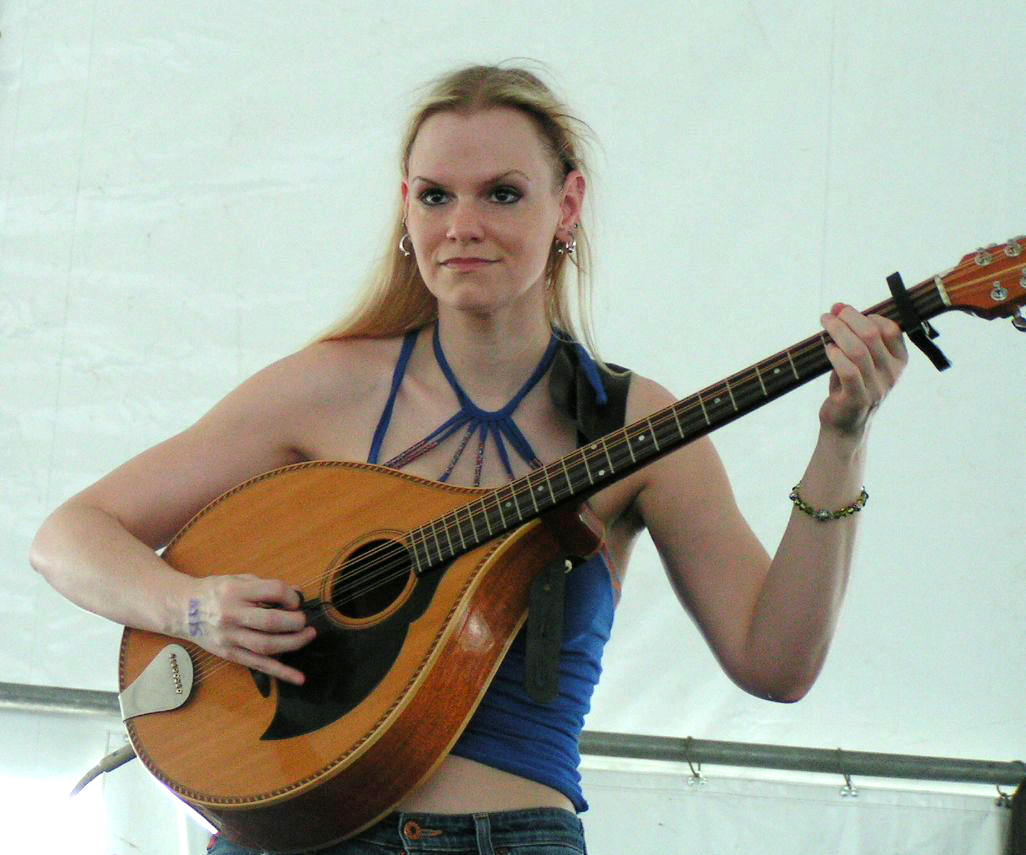
Beth Patterson (Dublin Ohio Irish Fest, 2006)

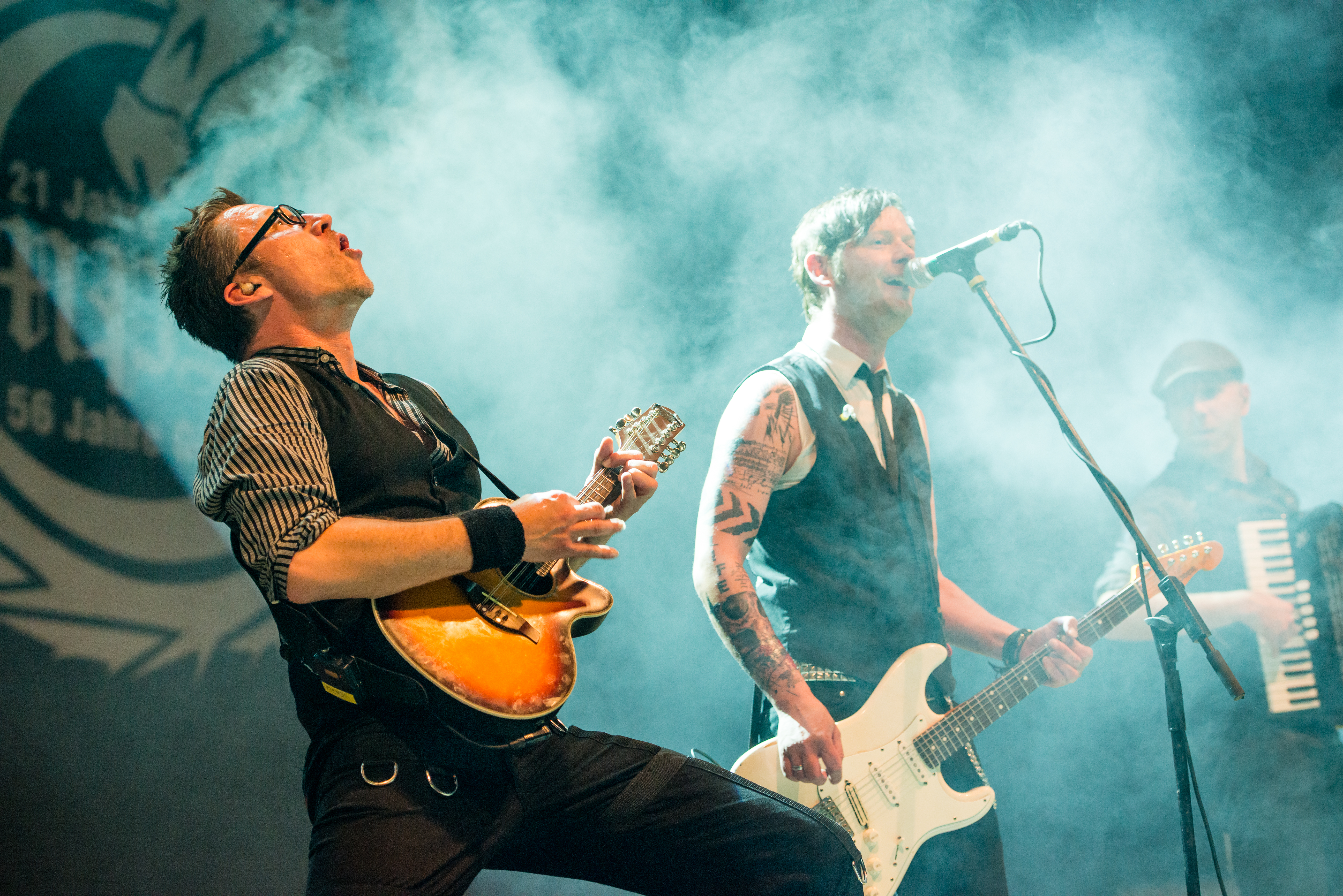
Fiddler’s Green (Dortmund, 2014)

Als Lied, das einen leidvollen Abschnitt der schottischen Geschichte thematisiert, avancierte Ye Jacobites by Name zu einem bekannten, bis heute vielseitig adaptierten Traditional. Wiederbelebt wurde es unter anderem durch das Folk-Revival in den 1960ern und 1970ern. Gepflegt wurde es darüber hinaus in jugendbündischen Milieus wie zum Beispiel den Pfadfindern oder im Umfeld von Jugendorganisationen der Arbeiterbewegung wie zum Beispiel den Falken. Die Melodie des Lieds fand Einzug in weitere volkstümliche Lieder. Beispiel: das im Lauf des 19. Jahrhunderts entstandene Stück Sam Hall, dessen Melodie auf einzelne Versatzstücke von Ye Jacobites zurückgreift. Eine weitere freie Adaption ist der Titel Thatcherites von Billy Bragg aus dem Jahr 1997. Braggs Variante – erschienen auf der Mini-CD Upfield – wandelte den Burns-Text ab in eine Anklage gegen die Sozialpolitik der Regierung Thatcher.
Die auf Tonträger oder als Digitaldatei veröffentlichten Versionen des Stücks gehen in die Hunderte. Allein der iTunes Music Store führt in seinem Portal mehrere Dutzend. Das Gros davon stammt von Irish-Folk-Interpreten und -Bands sowie Traditional-Folk-Musikern im weiteren Sinn – darunter Noel McLoughlin, Ewan MacColl, The Corries, Eddi Reader, die bretonische Gruppe Tri Yann und Beth Patterson. Weitere Einspielungen stammen von den deutschen Folkpunk-Bands Metusa, Connemara Stone Company, An Cat Dubh und Fiddler’s Green.

## Text

### Ursprüngliche Textversion
| You Jacobites by Name, lend an ear, lend an ear, You Jacobites by Name, lend an ear; You Jacobites by Name, Your thoughts I will proclaim, Some says you are to blame for this Wear. With the Pope you covenant, as they say, as they say, With the Pope you covenant, as they say, With the Pope you covenant, And Letters there you sent, Which made your Prince present to array. Your Prince and Duke o’Perth, where they go, where they go, Your Prince and Duke o’Perth, where they go, Your Prince and Duke o’Perth, They’re Cumb’rers o’ the Earth, Causing great Hunger and Dearth where they go. He is the King of Reef, I’ll declare, I’ll declare, He is the King of Reef, I’ll declare, He is the King of Reef, Of a Robber and o’ Thief, To rest void of Relief when he’s near. They marched thro’ our Land cruelly, cruelly, They marched thro’ our Land cruelly, They marched thro’ our Land With a bloody thievish Band To Edinburgh then they wan Treachery. To Preston then they came, in a Rout, in a Rout, To Preston then they came, in a Rout; To Preston then they came, Brave Gard’ner murd’red then. A Traitor did command, as we doubt. To England then they went, as bold, as bold, To England then they went, as bold; To England then they went, And Carlisle they ta’en’t, The Crown they fain would ha’en’t, but behold. | To London as they went, on the Way, on the Way, To London as they went, on the way, To London as they went, In a Trap did there present, No battle they will stent, for to die. They turned from that Place, and they ran, and they ran, They turned from that Place, and they ran; They turned from that Place As the Fox, when Hounds do chace. They tremble at the Name, Cumberlan’. To Scotland then they came, when they fly, when they fly, To Scotland then they came, when they fly, To Scotland then they came, And they robb’d on every Hand, By Jacobites Command, where they ly. When Duke William does command, you must go, you must go; When Duke William does command, you must go; When Duke William does command, Then you must leave the Land, Your Conscience in your Hand like a Crow. Tho’ Carlisle ye took by the Way, by the Way; Tho’ Carlisle ye took by the Way; Tho’ Carlisle ye took, Short Space ye did it Brook, These Rebels got a Rope on a Day. The Pope and Prelacy, where they came, where they came, The Pope and Prelacy, where they came; The Pope and Prelacy, They rul’d with Cruelty, They ought to hing on high for the same. |

### Textversion von Robert Burns
Ye Jacobites by name, give an ear, give an ear,

Ye Jacobites by name, give an ear.

Ye Jacobites by name,

Your fautes I will proclaim,

Your doctrines I maun blame, you shall hear, you shall hear.

Your doctrines I maun blame, you shall hear.

What is Right, and What is Wrang, by the law, by the law?

What is Right and what is Wrang by the law?

What is Right, and what is Wrang?

A short sword, and a lang,

A weak arm and a strang, for to draw, for to draw.

A weak arm and a strang, for to draw.

What makes heroic strife, famed afar, famed afar?

What makes heroic strife famed afar?

What makes heroic strife?

To whet th’ assassin’s knife,

Or haunt a Parent’s life, wi’ bluidy war, wi’ bluidy war?

Or haunt a Parent’s life, wi’ bluidy war?

Then let your schemes alone, in the state, in the state,

Then let your schemes alone in the state.

So let your schemes alone,

Adore the rising sun,

And leave a man undone, to his fate, to his fate.

And leave a man undone, to his fate.